# سيلت (كولورادو)
سيلت (بالإنجليزية: Silt, Colorado)‏ هي بلدة تقع في مقاطعة غارفيلد، كولورادو بولاية كولورادو في الولايات المتحدة. تبلغ مساحتها 7.3 (كم²)، وترتفع عن سطح البحر 1663 م، بلغ عدد سكانها 2667 نسمة في عام 2008 حسب إحصاء مكتب تعداد الولايات المتحدة وتصل الكثافة السكانية فيها 238.4 نسمة/كم2.

## وصلات خارجية
- Town of Silt
- The US50 - Cities and Towns in Colorado State
- Colorado Cities and Towns, Facts, Map, Flag, Colleges, Government, and More